# Роккаспарвера
Роккаспарвера (італ. Roccasparvera, п'єм. Rocasparvera) — муніципалітет в Італії, у регіоні П'ємонт,  провінція Кунео.
Роккаспарвера розташована на відстані близько 490 км на північний захід від Рима, 85 км на південь від Турина, 10 км на південний захід від Кунео.
Населення — 753 особи (2014).

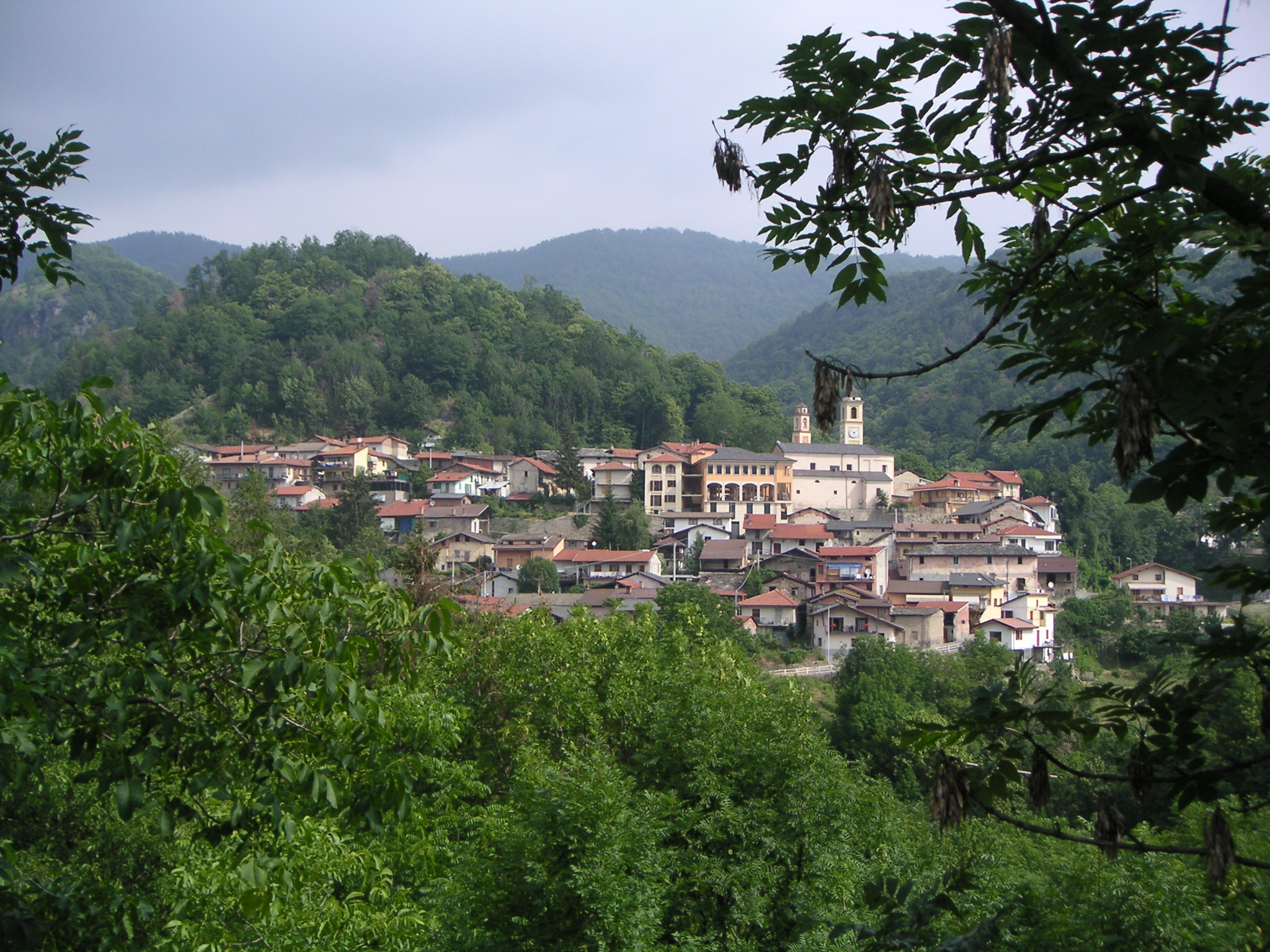

Щорічний фестиваль відбувається 17 січня. Покровителі — святий Антоній Великий.

## Демографія
Населення за роками:

Станом на 1 січня 2023 року в муніципалітеті офіційно проживало 28 іноземців з 9 країн, серед них 17 громадян країн Євросоюзу та 1 громадянин України.

## Сусідні муніципалітети
- Бернеццо
- Борго-Сан-Дальмаццо
- Черваска
- Гайола
- Ріттана
- Віньйоло